# St Martin-in-Meneage
St Martin-in-Meneage (Dydemin in lingua cornica) è un villaggio e parrocchia civile dell'Inghilterra, appartenente alla contea della Cornovaglia.